# David Preu
David Preu (* 26. Oktober 2004 in München) ist ein deutscher Fußballspieler. Er steht beim 1. FC Union Berlin unter Vertrag.

## Karriere
David Preu wechselte 2019 aus der Jugend des FC Viktoria 1889 Berlin ins Nachwuchsleistungszentrum des 1. FC Union Berlin und durchlief in der Folge die Nachwuchsmannschaften des Köpenicker Bundesligisten. Mit dem Übergang in den Herrenbereich verlieh Union den achtzehnjährigen Preu an den VfR Aalen. In der Regionalliga Südwest sammelte er 28 Einsätze und erzielte ein Tor. 
Nach der Rückkehr zu Union kam Preu zunächst nur in Testspielen zum Einsatz. Sein Bundesliga-Debüt gab er am 29. Spieltag der Saison 2024/25 gegen Bayer 04 Leverkusen, als er in der 78. Minute für Janik Haberer eingewechselt wurde.